# Стив Фокс
Стив Фокс (яп. スティーブ・フォックス Сути:бу Фоккусу) — вымышленный персонаж из серии видеоигр в жанре файтинг Tekken. Стив дебютировал в Tekken 4 и с тех пор появлялся во всех последующих играх серии. Он является чемпионом мира по боксу в среднем весе, а также сыном Нины Уильямс, созданным путём искусственного оплодотворения её яйцеклетки, и племянником Анны Уильямс.

## Появления

### В видеоиграх
После неудачной попытки Нины убить Кадзую Мисиму во втором турнире «Король Железного Кулака», она была захвачена Хэйхати Мисимой, который использовал её в качестве подопытной для криогенных исследований Доктора Босконовича. В это время она родила Стива посредством искусственного оплодотворения. Будучи молодым британским боксёр, наслаждаясь своим статусом чемпиона мира в среднем весе, Стив Фокс был на вершине славы. У него было всё, о чём он только мечтал, кроме одного — своего прошлого. Усыновлённый в младенчестве, Стив никогда не знал личности своих биологических родителей, а также тайну происхождения шрама на левой руке. Однажды Стиву было приказано проиграть бой, на который были сделаны большие ставки членами мафиозной семьи. Стив отказался сотрудничать и выиграл матч, несмотря на обращённые в его сторону угрозы. Мафия сдержала своё обещание и назначила награду за голову Стива. Спасаясь от преследования, Стив бежал из Англии в Соединенные Штаты. Стив понял, что независимо от того, что он сделал, мафия в конце концов обнаружит и убьёт его. Движимый желание узнать правду о своём прошлом, Стив решает снова оказаться в центре внимания и принимает участие в четвёртом турнире «Король Железного Кулака». Несмотря на поражение в турнире, он узнаёт личность своей матери, которой оказывается Нина Уильямс. Помимо этого он сотрудничает с Лэей Улуном, также заинтересованного в нейтрализации преступного синдиката. Стив узнаёт о кознях Мисимы Дзайбацу и её непосредственном участии в его прошлом. Он берёт на себя ответственность не допустить проведение новых экспериментов Дзайбацу. Вскоре после этого объявляется начало пятого турнира «Король Железного Кулака», и Стив решает принять участие, убеждённый в уничтожении Дзайбацу в случае победы. Несмотря на то, что он не побеждает в турнир, Стив находит и уничтожает исследовательский институт Мисимы Дзайбацу. Впоследствии Стив пытается вновь вернуться в мир бокса, однако большинство крупных боксёрских встреч отменяются из-за вспыхнувшей по всему миру войны. Стив, не обученный ничему более кроме бокса, фактически теряет работу и впадает в депрессию. Вскоре после этого он получает приглашение тренироваться вместе с Маршаллом Ло и Полом Фениксом. Стив, заинтересованный в обучении иному виду единоборств, соглашается. Все трое принимают участие в шестом турнире «Король Железного Кулака». Стив появляется в Tekken 7, будучи одним из восемнадцати персонажей, доступных в начале игры.
В эндинге Стива из Tekken Tag Tournament 2 немного раскрывается его прошлое: в детстве, во время его пребывания в лаборатории Дзайбацу, где он и получил свой шрам на левой руке, Стив был известен как объект NT01, до того, как бывший сотрудник Дзайбацу и будущий исполнительный директор корпорации G Эмма Клисен (мать Лео) позаботилась о нём и перевела в детский дом без ведения Дзайбацу.
Также Стив появляется в Tekken 3D: Prime Edition, Tekken Tag Tournament 2 и Tekken Revolution. Стив является играбельным персонажем в файтинге-кроссовере Street Fighter X Tekken, где его напарником выступает Хваран. Его альтернативный костюм является модернизированной вариацией снаряжения Чарли Нэша. Согласно рекламному ролику, Стив получил подарок от Гайла, который по достоинству оценил его боевые навыки во время их столкновения годами ранее.

### В других медиа
Стив Фокс появляется в Tekken Comic (2009). Он является одним из ключевых персонажей фильма Tekken 2009 года, где его роль исполнил британский актёр Люк Госс. По сюжету, он выступает в качестве бойца в отставке и менеджера Дзина Кадзамы, сына его старой знакомой Дзюн Кадзамы, ставшего участником турнира после победы над Маршаллом Ло. У него отсутствуют кровные связи с Ниной Уильямс. Он был убит во время освобождения Дзина и других участников турнира из тюремных камер. Досье на него было кратко показано в анимационном фильме Tekken: Blood Vengeance, во время изучения Анной Уильямс информации об участниках турнира.

## Дизайн персонажа
Стив Фокс — молодой, британский боксер со светлыми, зачёсанными назад волосами и светло-голубыми глазами. Он говорит с британским акцентом, а на его левой руке находится большой шрам. На большинстве из его костюмов выделяется британская цветовая гамма (красный, белый и синий), особенно на боксёрских шортах. Его основная одежда представляет собой боксёрские шорты, окрашенные в основные цвета Великобритании, жёлтые боксёрские перчатки с красными шипастыми браслетами и синие кроссовки, в то время как в более поздних играх, он носит цветные боксёрские сапоги. Его альтернативная одежда состоит из расстёгнутой гавайской рубашки, красных джинсов, коричневых туфель и белых ручных бинтов. В последующих играх он носит белую рубашку на пуговицах с британскими символами на груди, плечах и спине, синие перчатки без пальцев с шипами на костяшках и серебряные туфли с синими шнурками. Изначально персонаж носил имя Дин Эрвиккер, которое впоследствии было изменено из-за негативных отзывов со стороны фанатов Tekken. Тем не менее, имя упоминалось четырежды и играх серии: впервые в режиме Tekken Force в Tekken 4, второй раз в режиме аркады в Tekken 5, в третий раз в режиме аркады и в боях с призраками в Tekken 6, и в четвёртый раз в боях с призраками в Tekken Tag Tournament 2.

### Геймплей и боевой стиль
Стив Фокс использует бокс в качестве своего боевого стиля, основанного на уклонениях и ударах и практически исключающего пинки, что делает его одним из самых неортодоксальных персонажей в серии. Он проводит невероятно быстрые и эффективные удары и комбо, будучи в состоянии оказывать давление на своего противника. Как боксёр, Стив Фокс не полагается на свои ноги в сражениях. Тем не менее, есть несколько случаев, когда он использует их для атаки, такие как удар в прыжке и одно нападение, в котором он давит ногу противника. Один из его приёмов, известный как Endless Roll, является вариацией Dempsey Roll, разработанного и использованного чемпионом в тяжёлом весе Джеком Демпси. Его движение, Hellfire, является единственной атакой, при блокировке которой меняется как нанесённый урон, так и сама комбинация. Кроме того, Стив разделяет некоторые черты с Рикардо Лопесом, в частности в отношении манёвренности.

## Отзывы и мнения
1UP.com назвал Стива одним из персонажей, которых ему хотелось бы видеть в предстоящей Street Fighter X Tekken. В 2010 году, в статье для GamesRadar Майкл Гримм выразил желание увидеть противостояние Стива и Дадли из Street Fighter в Street Fighter X Tekken. FHM назвал сражение Стива и Балрога одним из самых «удивительных фэнтезийных боёв в Street Fighter X Tekken», охарактеризовав Балрога как «агрессивного и серьёзного Майка Тайсона», в то время как Стив был описан как «симпатичный мальчик, британский боксёр, который любит уклоняться и контратаковать в подходящий момент». В своей статье о Street Fighter X Tekken GamesRadar заявил, что «в Tekken 6 Стив тренировался с Ло и Полом в надежде расширить своё мастерство за пределами резких ударов». В 2013 году Complex поместил Стива на 19-е место в списке «лучших персонажей Tekken», отметив, что «опытный игрок за Стива знает как бить, уклоняться и прокладывать свой путь к победе». В 2014 году GamesRader поместил Стива на 4-е место среди «крутых боксёров в видеоиграх». 4thletter поместил эндинг Стива и Хварана на 85-е место в «Топе 200 эндингов в видеоиграх».